# 读取-求值-输出循环
“读取-求值-输出”循环（英語：Read-Eval-Print Loop，简称REPL），也被称做交互式顶层构件（英語：interactive toplevel），是一个简单的，交互式的编程环境。这个词常常用于指代一个Lisp的交互式开发环境，也能指代命令行的模式。

## 概述
“读入-求值-输出”循环 的名字来自于以下几个Lisp用来实现这种机制的内置函数：
- 读入函数接收一个来自于用户的表达式，将其解析成数据结构并存入記憶體。例如，用户可能会输入一个s-表达式　(+ 1 2 3)，这句话会被解析成一个包含四个元素的链表。
- 求值函数　负责处理内部的数据结构并对其求值。在Lisp中，求一个以函数名开头的ｓ－表达式意味着对接下来的参数调用那个函数。所以函数"+"被在参数1 2 3上调用，产生结果6。
- 输出函数接受求值结果，并将其呈现给用户。尽管当前的结果“6”并不具有复杂的格式，但如果是一个较为复杂的表达式，那么它将会被精心处理，以便于更方便地被理解。

REPL使得探索性的编程和调试更加便捷，因为“读取-求值-输出”循环通常会比经典的“编辑-编译-运行-调试”模式要更快。

## 优点
REPL对于学习一门新的编程语言具有很大的帮助，因为它能立刻对初学者做出回应。许多工具集和编程语言使用REPL研究算法、进行调试，比如MATLAB，ROOT（页面存档备份，存于），SciPy和IPython。Python的doctest模块能够通过捕捉自身REPL命令行的输出使测试代码更容易地进行。
由于 print 函数输出的数据格式（字符串）与用户输入的数据格式（字符串）相同，大多数输出的结果也可以被带回到 read 函数作为输入。然而，有的时候输出的结果只能代表求值结果而不是求值结果本身，比如一个socket句柄或一些类的实例。比如在Python中使用  <__模块名__.类名 实例名>  这种形式来代表一个实例本身，在Common Lisp当中就使用  #<whatever> 的形式。而在CLIM，SLIME以及Symbolics Lisp Machine的REPL却有办法读取很难被完全字符串化的这些对象。他们记录被输出过的对象，之后当代码被读取时，这些对象能够被解析并重新被使用。

## 实现
为了实现一个 Lisp REPL，只需要实现这三个函数和一个不停轮询的函数即可（当然，求值函数的实现是最为复杂的，因为它在内部要实现像 car 与 + 的原始函数以及像if 一样的特殊操作符）。这些工作完成了之后，一个基本的REPL就可以用如下的简单形式表达：(loop (print (eval (read))))。
一种实现eval的方式就是实现一个递归处理抽象语法树（该语法树被 read 函数创建）的函数。另一种可行的方法是将这个抽象语法树编译为机器码并执行。

## 主要的REPL编程语言环境
APL、BASIC、Clojure、F#、Haskell、J、Julia、Perl、PHP、Prolog、Python、R、Ruby、Scala、Smalltalk、Standard ML、Swift、Tcl、Javascript、Java（自JDK 9起）